# Église Saint-Genest de Manduel
L'église Saint-Genest de Manduel est une église située à Manduel, dans le département du Gard, en région Occitanie, en France.
Construite sur les fondations de l'ancienne église en 1859, elle est inscrite au titre des monuments historiques depuis 2016. L'église est connue pour ses décors peints et ses vitraux, qui ont fait l'objet d'un projet de restauration soutenu par la Fondation du patrimoine. L'architecte en chef des monuments historiques, Henri Revoil (1822-1900), a supervisé la construction de l'église .

## Historique
En 1856, face à l'augmentation de la population et au mauvais état de l'église existante, le conseil municipal de Manduel décide de démolir l'église Saint-Genest et d'en construire une nouvelle sur le même emplacement. La première pierre de la nouvelle église est posée le 3 novembre 1859 sous la direction de l'architecte en chef des monuments historiques, Henri Révoil (1822-1900).
La décoration intérieure de l'église est exceptionnelle par son ampleur et sa représentativité du style de la deuxième moitié du XIXe siècle. Les vitraux d'origine ont été créés par Frédéric Martin et restaurés une première fois en partie par l'atelier Bedoiseau. Quant aux décors peints, ils dateraient de 1862 et auraient été réalisés par le peintre Bernard Gentilini.

## Restauration
L'église connaît d'importants désordres (affaissement de charpente, infiltration d'eau en toiture) auxquels il a fallu remédier rapidement. La commune lance une opération pour sa restauration scindée en 3 phases. La première phase consiste à protéger le bâtiment avec la restauration de la charpente et de la toiture. Les deux phases suivantes concernent la rénovation de l'intérieur de l'édifice : les vitraux, les décors peints, les menuiseries ou encore la mise aux normes de l'électricité.
Le projet présenté par la Fondation du patrimoine concernait uniquement la restauration des peintures murales et des vitraux. Pour les décors peints, il s'agissait de réparer et consolider le support avant de s'atteler à la restauration des motifs. Pour les vitraux, la chute de plusieurs panneaux et l'état de vétusté de l'ensemble a conduit à la dépose intégrale des verrières. Les pièces manquantes ont été restituées et chaque baie protégée d'une grille de laiton. Le maître verrier en charge de les restaurer a utilisé des techniques traditionnelles afin que les vitraux retrouvent leur éclat.
Les travaux ont débuté en janvier 2022 et leur fin est prévue en décembre 2023.
La commune de Manduel est à l'origine de ce projet de restauration et a fait appel à la générosité des habitants et des passionnés de patrimoine pour redonner ses couleurs à cet édifice cher à la commune. Des contreparties ont été proposées aux donateurs, notamment des visites de chantier, des invitations à l'inauguration et la pose d'une plaque où les noms des donateurs sont inscrits.
Les partenaires du projet sont : 
- l'Union européenne avec l'initiative Leader
- la Direction régionale des Affaires culturelles (DRAC)
- la région Occitanie Pyrénées - Méditerranée
- le conseil départemental du Gard
- la mairie de Manduel
- et la communauté d'agglomération Nîmes Métropole